# 阿古尔人
阿古爾人（阿古爾語：Агулар）是北高加索地區的小民族，主要分布在俄羅斯聯邦達吉斯坦共和國境內。根據2002年的普查，人口為28297。

## 分布
阿古爾人居住在達吉斯坦共和國東南部，高加索山脈的四個峽谷中，并按峽谷分為四個支系。這裡海拔較高，與世隔絕，使阿古爾人得以維持更多的民族傳統。

## 語言文字
阿古爾語屬北高加索语系列兹金语支，仍被大部分阿古爾人使用。按民族支系，共有四種方言。是達吉斯坦共和國的官方語言之一。

## 宗教信仰
絕大部分阿古爾人信仰遜尼派伊斯蘭教。

## 外部連結
- The Red Book of the Peoples of the Russian Empire: Aguls （页面存档备份，存于）